# اوبگینی-آن-لئونویس
اوبگینی-آن-لئونویس (به فرانسوی: Aubigny-en-Laonnois) یک کمون در فرانسه است که در ان (ا-دو-فرانس) واقع شده‌است. اوبگینی-آن-لئونویس ۴٫۴۱ کیلومتر مربع مساحت دارد.